# Центральный проспект (Кривой Рог)

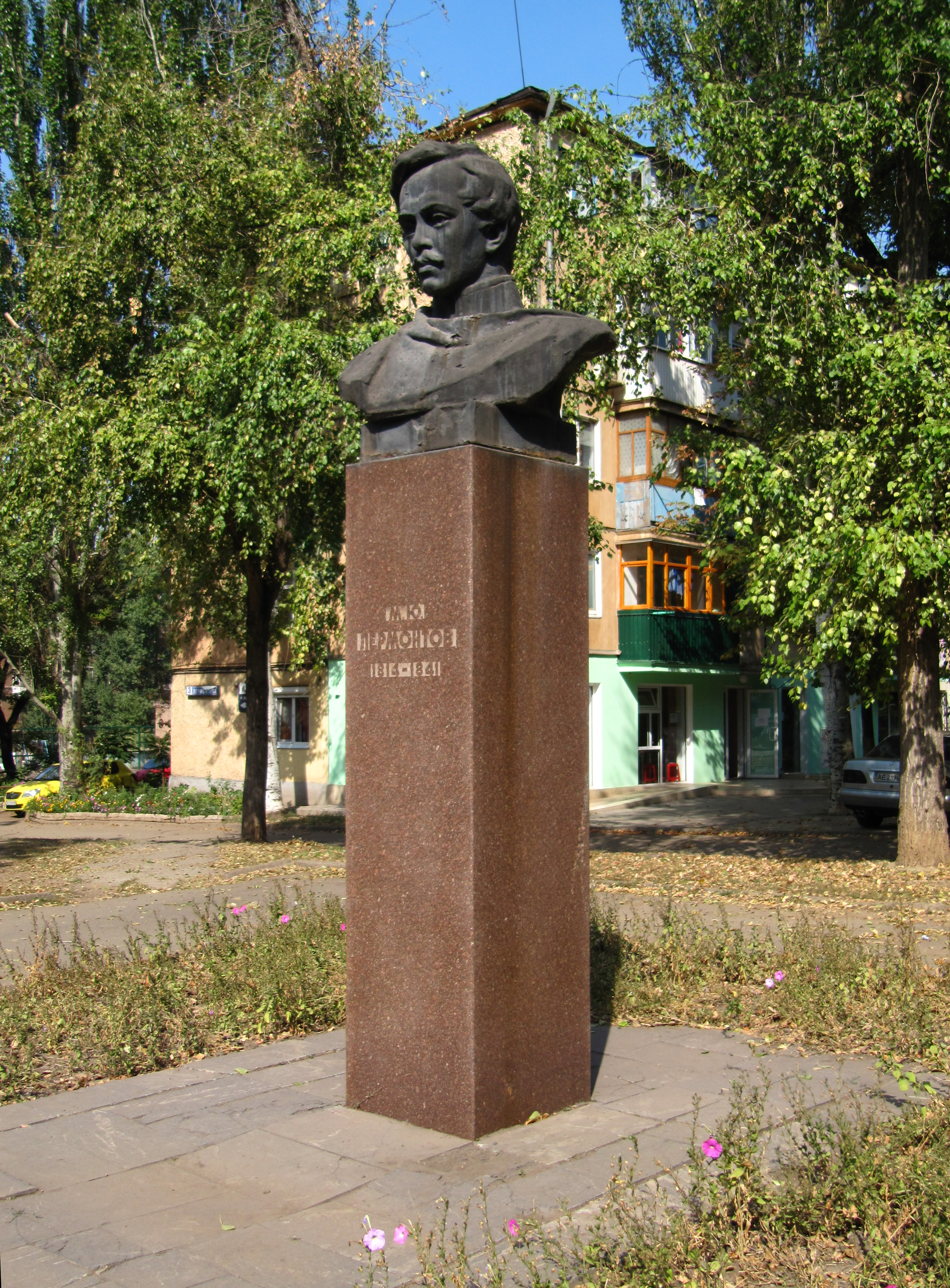
Памятник-бюст Михаилу Лермонтову

Центральный проспект (укр. Проспект Центральний; до 2024 — улица Лермонтова) — улица в Центрально-Городском районе города Кривой Рог, Украина.

## История
Формирование началось в начале XIX века на левой стороне Сушковой балки. Застройка была представлена крестьянскими усадьбами. Современный вид приобрёл в начале XX века.
В 1964 году возле дома № 9 был установлен памятник-бюст русскому поэту Михаилу Лермонтову.
26 января 2024 года, решением № 2421 Криворожского городского совета, переименован в Центральный проспект.

## Характеристика
Находится в историческом центре Кривого Рога. Берёт начало на площади Освобождения, простирается параллельно улице Пушкина и заканчивается, примыкая к улице Кобылянского.